# Loroum (tỉnh)
Loroum là một trong 45 tỉnh của Burkina Faso, tọa lạc ở Nord Region.
Tỉnh này có diện tích 3.592 km², dân số năm 1997 khoảng 111.707 người, mật độ dân số là 31,1 người/km². 
Thủ phủ là Titao.
Loroum được chia thành 4 tổng:
- Banh
- Ouindigui
- Solle
- Titao